# Kanton Arinthod
Kanton Arinthod (francouzsky Canton d'Arinthod) je francouzský kanton v departementu Jura v regionu Franche-Comté. Tvoří ho 24 obcí.

## Obce kantonu
- Arinthod
- Aromas
- La Boissière
- Cernon
- Cézia
- Charnod
- Chatonnay
- Chemilla
- Chisséria
- Coisia
- Condes
- Cornod
- Dramelay
- Fétigny
- Genod
- Lavans-sur-Valouse
- Légna
- Marigna-sur-Valouse
- Saint-Hymetière
- Savigna
- Thoirette
- Valfin-sur-Valouse
- Vescles
- Vosbles